# Hersaari
Hersaari är en ö i Ryssland.   Den ligger i Viborgs distrikt i Leningrad oblast. Hersaari ligger i sjön Nuijamaanjärvi.
Inlandsklimat råder i trakten. Årsmedeltemperaturen i trakten är 1 °C. Den varmaste månaden är juli, då medeltemperaturen är 17 °C, och den kallaste är februari, med −13 °C.